# 华南高亮腹蛛
华南高亮腹蛛（学名：Hypsosinga alboria）为园蛛科高亮腹蛛属的动物。在中国大陆，分布于湖南、福建等地。该物种的模式产地在湖南、福建。